# Jenny Jugo

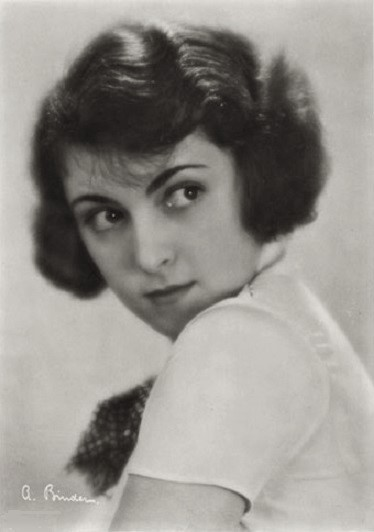
Jenny Jugo.

Jenny Jugo, född 14 juni 1904 i Mürzzuschlag, Österrike-Ungern, död 30 september 2001 i Schwaighofen, Tyskland, var en österrikisk skådespelare. Hon filmdebuterade under stumfilmseran 1925 och sågs i början av karriären främst i dramatiska roller. Under 1930-talet och fram till 1941 gjorde hon flera komedifilmer för regissören Erich Engel och det var under denna era hon fick sitt stora genombrott. Totalt medverkade hon i lite mer än 50 filmer under åren 1925-1950. Königskinder av Helmut Käutner blev hennes sista film, men ingen succé. Därefter lämnade hon helt filmbranschen. 1971 tilldelades hon det tyska filmpriset Filmband in Gold för sin samlade karriär.

## Filmografi, urval
- 1930 – Den gyllene masken
- 1935 – Blomsterflickan
- 1936 – Allotria
- 1936 – Kring drottningen
- 1939 – Ett hopplöst fall
- 1939 – Nanette
- 1940 – En lektion i kärlek